# Trichorhina sicula
Trichorhina sicula är en kräftdjursart som beskrevs av Albert Vandel 1969. Trichorhina sicula ingår i släktet Trichorhina och familjen myrbogråsuggor. Inga underarter finns listade i Catalogue of Life.